# Herança (programação orientada a objetos)
Herança é um princípio de orientação a objetos, que permite que classes compartilhem atributos e métodos, através de "heranças". Ela é usada na intenção de reaproveitar código ou comportamento generalizado ou especializar operações ou atributos. O conceito de herança de várias classes é conhecido como herança múltipla. Como exemplo pode-se observar as classes 'aluno' e 'professor', onde ambas possuem atributos como nome, endereço e telefone. Nesse caso pode-se criar uma nova classe chamada por exemplo, 'pessoa', que contenha as semelhanças entre as duas classes, fazendo com que aluno e professor herdem as características de pessoa, desta maneira pode-
se dizer que aluno e professor são subclasses de pessoa. 
Também podemos dizer que uma classe pode ser abstrata(abstract) ou seja ela não pode ter uma instância, ela apenas "empresta" seus atributos e metódos como molde para novas classes.

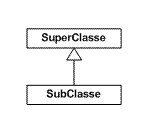
Representação de herança entre classes em UML.